# Gynoplistia (Gynoplistia) latibasalis
Gynoplistia (Gynoplistia) latibasalis is een tweevleugelige uit de familie steltmuggen (Limoniidae). De soort komt voor in het Australaziatisch gebied.